# 三雲孝江
三雲 孝江（みくも たかえ、1954年4月12日 - ）は、日本のフリーアナウンサー、ニュースキャスター。TBSアナウンサー第17期生。本名、星 孝江（ほし たかえ）。旧姓、三雲（みくも）。

## 来歴・人物

### 生い立ち・学生時代
父である三雲四郎が産経新聞の特派員（後に取締役論説委員長）だったこともあり、小学2年の夏から小学6年までイギリスで生活した。そのため英語が得意で、フランス語も話せるという。幼稚園から捜真で、捜真小学校、捜真女学校中学部・高等学部を経て、指定校推薦で上智大学外国語学部フランス語学科に進学する。
大学3年の頃に文学座研究生に合格。その後、TBS（現在のTBSホールディングス）のアナウンサー試験にも合格。大学4年時には新聞広告の公募に応募し、日本テレビの特別番組『夢と冒険!アメリカ大横断』（1976年7月4日放送）の出演者7人の一人としてアメリカ合衆国をキャンピングカーで横断、建国200年祭を取材したことがある。

### TBSアナウンサー時代
1977年4月、アナウンサー第17期生としてTBSに入社。「TBS の竹下景子」と呼ばれ、同期にはアナウンサーの神津栄子（旧姓：浅井）、吉川美代子、他職ではTBS報道局記者・執行役員の金平茂紀、TBSビジョン代表取締役社長兼TBSホールディングス（TBSHD）執行役員の田代冬彦、推理作家の井沢元彦がいる。入社後、『3時にあいましょう』『ネットワーク』『JNNニュースコープ』など同局を代表する報道・情報番組を中心に担当。一方で、音楽番組やバラエティ番組の司会も手広くこなす。
1983年、徳仁親王がオックスフォード大学に留学した折には同行取材し、記者団の中で紅一点だった三雲は、浩宮と会話を交わしながらロンドン市内を一緒に散歩した。この様子はTBSスタッフによってテープに編集され、東宮御所に献上された。当時の皇太子であった上皇明仁は家族とともにこのビデオを楽しんだという。
昭和天皇が崩御した1989年1月7日には夕方の『JNN報道特別番組』に出演し、新元号に「平成」が決まったことなどを伝えた。
1989年、TBSビジョンのプロデューサーで6歳年上の星勝幸（日本大学法学部卒業）と結婚。遡ること12年前に、三雲が『3時にあいましょう』の司会者時代に、星はディレクターを担当していたため仕事上で関わりがあった。1990年10月10日にTBSを退社。

### フリー転身後
TBSを退社後、フリーアナウンサーに転身する。フリー転身直後に出演したTBSの特別番組『日本人初!宇宙へ』では、秋山豊寛が搭乗するソユーズの真下に相当する世界各地の都市からリポートを届ける「地球特派員」を担当した。1991年2月にはNHK-BS2特別番組で初めてTBS以外の番組に出演した。
同年夏に長女・星麻琴（現：日本放送協会（NHK）局員）を出産。1992年4月からは、TBS以外での初レギュラー番組となるテレビ朝日『報道多チャンネル』でキャスターを務めた。前後して1991年4月開始のTBS『ブロードキャスター』の初代メインキャスターに就任、2004年9月までメインキャスターを続けた。
1998年9月28日から2005年3月25日まで、TBS『ジャスト』のメイン司会を土井敏之・安住紳一郎・藤森祥平（いずれもTBSアナウンサー）と務めた。
2005年には『イブニング・ファイブ』で、『JNNニュースコープ』以来15年ぶりにTBSの夕方ニュースに登板。2009年4月に『イブニング・ファイブ』は終了、三雲自身も夕方ニュースから勇退した。
2009年4月からは、『ひるおび!』の火曜コメンテーター（同年3月から7月までは平日コーナーナレーションも兼務）、『情報7days ニュースキャスター』のレギュラーコメンテーター（ゲスト扱いでは同年1月から）を務める。三雲の土曜22時台での出演は、メインキャスターを務めた前番組『ブロードキャスター』を降板した2004年9月以来である。番組総合司会のTBSアナウンサー・安住紳一郎とのレギュラー番組共演は、『ジャスト』終了以来4年ぶりである。
2009年にテレビショッピングチャンネルのショップチャンネルで「三雲アナのフェイスアップクリップ」を開発・プロデュース。これはショートヘアの女性のために三雲がかねてより試作していた手作りのクリップを商品化したもので、三雲はショップチャンネルの通販番組にもゲスト・プレゼンターとして出演した。
2010年5月から9月までは『金曜プリティ』の司会として、TBS制作平日午後のワイドショー枠3度目の登板を果たす。
2012年4月、子ども目線のニュース番組『ニュース少年探偵団』（BS-TBS）のメインキャスターに就任。『イブニング・ファイブ』終了以来、約3年ぶりにレギュラー放送の報道番組でキャスターを務めた。2014年9月に同番組が終了した後も、後継番組『まるわかり!日曜 ニュース深掘り→土曜ニュースまるわかり!』でメインキャスターを務めた。
2014年10月からは、BSフジの音楽番組『あなたの歌謡リクエスト』で司会を担当。三雲がTBS以外の番組にレギュラー出演したのは、『報道多チャンネル』が終了した1993年9月以来21年ぶりであった。
2025年3月、16年間出演していた『ひるおび』を卒業した。

## 出演番組

### TBSアナウンサー時代

#### テレビ
報道・情報番組
| 期間       | 期間      | 番組名                      | 役職                 |
| ---------- | --------- | --------------------------- | -------------------- |
| 1977年     | 1977年    | おはよう700                 | 日本中継             |
| 1978年10月 | 1985年9月 | 3時にあいましょう           | 司会                 |
| 1986年10月 | 1987年9月 | ネットワーク                | メインキャスター     |
| 1987年10月 | 1988年9月 | JNNニュース22プライムタイム | メインキャスター     |
| 1988年10月 | 1990年3月 | JNNニュースコープ           | 平日メインキャスター |

バラエティ・特別番組・その他
- チャーミング奥様（1977年）
- ザ・ベストテン（1978年） - 公開生放送時のリポーター
- 第21回輝く!日本レコード大賞（1979年12月31日） - 会場リポーター
- ロッテ 歌のアルバム（1978年）
- ザ・コンサート（1979年）
- 噂の刑事トミーとマツ（1981年）第60話「ナヌ!ドラマの犯人が本物だァ？」 - ※番組内での3時にあいましょう司会者として出演。
- ワイドスタジオ東京（1982年）
- ライブG（1983年）
- うちの子にかぎって…パート2（1985年7月5日） - リポーター 役
- 第16回東京音楽祭（1987年6月17日 - 19日） - 司会
- 第29回輝く!日本レコード大賞（1987年12月31日） - 司会
- 第17回東京音楽祭（1988年5月31日 - 6月3日） - アジア・デー司会
- 第30回輝く!日本レコード大賞（1988年12月31日） - 司会
- 第18回東京音楽祭（1989年6月2日） - 世界大会司会
- 報道スクープ決定版 「すべてはカメラの前で起こった!」（1989年 - 1991年） ※毎年末放送。1990年・1991年はフリーとして出演。
- 第19回東京音楽祭（1990年5月30日/6月1日） - アジア・デー司会/世界大会司会

#### ラジオ
- 歌謡曲ナイトスペシャル（1978年）[9][10]
- トミーのおしゃべりスナック（1978年）[9][10]
- ラジオ劇画傑作シリーズ 「包丁人味平」（1978年）
- 夜はともだち 「ザ・青春」（1978年4月 - 1981年10月） - DJ[10]
- 五木寛之の夜（1979年） - アシスタント[10]

### フリー転身後
報道・情報番組
| 期間       | 期間       | 番組名                                                           | 役職                                                  | 備考 |
| ---------- | ---------- | ---------------------------------------------------------------- | ----------------------------------------------------- | --- |
| 1991年4月  | 2004年9月  | ブロードキャスター（TBS）                                        | メインキャスター                                      | |
| 1992年4月  | 1993年9月  | 報道多チャンネル（テレビ朝日）                                   | キャスター                                            | |
| 1998年10月 | 2005年3月  | ジャスト（TBS）                                                  | 総合司会                                              | |
| 2003年4月  | 2003年9月  | 夜のワイド魂（TBS）                                              | レギュラー司会                                        | |
| 2005年4月  | 2009年3月  | イブニング・ファイブ（TBS）                                      | 総合司会兼『JNNイブニング・ニュース』メインキャスター | |
| 2009年4月  | 2025年3月  | ひるおび（TBS）                                                  | コメンテーター                                        | 2012年3月までは火曜日担当。番組開始の2009年4月から同年7月までは『三雲孝江のおとりよせ47』コーナーで、ナレーションとスタジオでのプレゼンも担当。番組卒業時点では月曜日担当 |
| 2009年4月  | 2024年12月 | 情報7daysニュースキャスター（TBS）                               | コメンテーター                                        | 2009年1月から同年3月は不定期出演だったが、同年4月からレギュラーコメンテーターとなる。2014年4月以降は再び不定期出演。                                                      |
| 2010年5月  | 2010年9月  | 金曜プリティ（TBS）                                              | 司会                                                  | 番組のタイトル通り、金曜日の15時台に関東ローカルでの生活情報番組にて放送                                                                                                  |
| 2012年4月  | 2014年9月  | ニュース少年探偵団（BS-TBS）                                     | キャスター                                            | |
| 2014年10月 | 2016年9月  | まるわかり!日曜 ニュース深掘り→土曜ニュースまるわかり!（BS-TBS） | キャスター                                            | |

バラエティ・特別番組・その他
- モーリス・ベジャールの世界 ベジャール・バレエ・ローザンヌ日本公演（1991年2月16日、NHK-BS2）
- 第20回東京音楽祭（1992年） - 司会
- 中村雅俊ライブ ふれあい世代のヒーロー（1992年9月30日、NHK-BS2）
- NEC 日本フォーク年鑑（1992年12月26日 - 27日、WOWOW） - 泉谷しげる・鈴木慶一と共同司会
- 元旦まで感動生放送!史上最大39時間テレビ「ずっとあなたに見てほしい 年末年始は眠らない」（1992年12月30日 - 1993年1月1日、TBS）
- ウェディングベル（1993年10月 - 1997年3月、TBS） - 総合司会
- 関口宏の報道30時間テレビ（1993年 - 1995年、TBS） ※毎年12月30日・31日放送。
- 新春かくし芸大会（1994年1月1日、フジテレビ） - 審査員
- 史上最強のクイズ王決定戦 ライブ（1995年2月12日、TBS）
- JNN選挙特別番組
  - 参院選開票特別番組 選挙スタジアム'95（1995年7月23日、TBS） - キャスター
  - 衆院選開票特別番組 総選挙ライブネット'96（1996年10月20日、TBS） - キャスター
  - 乱!総選挙2005（2005年9月11日、TBS） - 司会進行
  - 乱!参議院選挙2007（2007年7月22日、TBS） - キャスター
- 夏休み 僕たちの冒険日記（1996年、テレビ東京）
- 大晦日列島スペシャル　輝く! '95ほめてあげたい大賞（1996年12月31日、TBS）
- 今夜は超豪華保存版! 20世紀最大の歌姫伝説 美空ひばり究極の秘蔵名曲スペシャル（1999年12月26日、TBS）
- 四季彩紀行 えなりかずきの明日もおばんざい（2003年10月25日、フジテレビ）
- 芸能スクープ決定版! カメラは見たアノ瞬間波瀾万丈! 芸能界30年スペシャル（2004年3月31日、TBS）
- スーパーフライデー おめでとう!紀宮さまご婚約へ…美智子さまと歩んだ35年間の軌跡（2004年11月19日、TBS）
- TBSテレビ50周年 あなたも歌わずにはいられない!!　昭和〜平成 にっぽん歌謡50年全史（2005年3月31日、TBS）
- 緊急皇室スペシャル! おめでとう!!紀宮さま…プリンセスのご結婚完全密着全て見せます（2005年11月15日、TBS）
- スーパーフライデー 緊急特番! 巨大地震が日本を襲う日　大津波は? 大火災は? その時あなたの街はこうなる（2005年12月9日、TBS）
- 余命1ヶ月の花嫁/乳がんと闘った24歳 最後のメッセージ（2007年7月17日、TBS）
- 緊急報道スペシャル! 総力取材! 四川大地震密着30日&徹底検証! 日本を襲うM8の恐怖（2008年6月11日、TBS） - 安住紳一郎と共同司会
- 新春皇室SP 2010 愛子さまと悠仁さま… 未来を担う子ども達へ 美智子さま祈りの言葉（2010年1月6日、TBS）
- BS-TBS開局10周年記念日特番　感謝と夢〜生放送SP（2010年12月1日、BS-TBS）
- TBS震災復興支援特番 “絆”スペシャル（2011年4月2日、TBS） - 司会
- 音楽の日（2011年7月16日、TBS）仙台中継進行
- 私のカラダよ甦れ! 若返り!? 年齢クリニック（2011年9月26日、テレビ東京） - 司会
- BS-TBSの日スペシャル（2012年6月6日、BS-TBS） - ナビゲーター
- 由紀さおりスペシャル 〜歌を愛し、歌に生きた半世紀〜（2012年12月9日、BS-TBS） - ナレーション
- 驚き!ニッポン新常識（2014年8月6日、毎日放送） - 東野幸治と共同司会
- あなたの歌謡リクエスト（2014年10月 - 2017年3月、BSフジ） - 司会
- 有馬隼人とらじおと山瀬まみと（2016年8月26日、TBSラジオ） - 「有馬隼人とらじおと山瀬まみとゲストと」コーナーに出演[13]。
- 日曜ビッグバラエティ 世界は奇跡で出来ている（2016年9月11日、テレビ東京） - 司会
- 昭和歌謡パレード（2017年5月 - 、BSフジ） - 司会
- マイファミリー 第9話（2022年6月5日、TBS） - コメンテイター 役

## 出演映画
- 花より男子 ファイナル（2008年）

## イベント
- とうよこ沿線創刊10周年記念祝賀会（1990年9月3日） - 司会
- 明石家さんまプロデュースPart12 今回もコントだけ ねぇ〜金曜日って何曜日?火曜かな?スペシャル（2005年10月 - 11月） ※コントVTR内でラサール石井と共演。
- 龍谷大学創立370周年記念事業 「21世紀歴史大学シンポジウム」（2009年10月25日） - モデレータ
- ピーコ シャンソン&トーク 我が心の歌 vol.4（2010年12月18日） - トークゲスト

## ビブリオグラフィ

### 著書
- いつもきらきら輝いて（1985年、講談社）
- グッドタイムズ・グットデイズ（1989年、桐原書店）

### 監訳
- ジョーン・キグリー 著、三雲孝江 訳『ジョーン・キグリーの大占星術 : あなたの運命が怖いほどの精密さでズバリわかる!』主婦と生活社〈21世紀POCKET特装版〉、1989年。ISBN 4391112205。